# ديدهام (مين)
ديدهام (بالإنجليزية: Dedham, Maine)‏ هي بلدة أمريكية تقع في الولايات المتحدة في Hancock County. يقدر عدد سكانها بـ 1,681 نسمة ومساحتها 114.94 كم2 وترتفع عن سطح البحر 105 متر.

## التركيبة السكانية
قام مكتب تعداد الولايات المتحدة بتحديد بيانات التركيبة السكانية لديدهام في تعداد الولايات المتحدة. في ما يلي، التركيبة السكانية حسب تعدادي 2000 و2010.

### تعداد عام 2000
بلغ عدد سكان ديدهام 1,422 نسمة بحسب تعداد عام 2000، وبلغ عدد الأسر 564 أسرة وعدد العائلات 412 عائلة مقيمة في البلدة. في حين سجلت الكثافة السكانية 36.2 نسمة لكل ميل مربع (14.0/كم2). وبلغ عدد الوحدات السكنية 1,055 وحدة بمتوسط كثافة قدره 26.9 نسمة لكل ميل مربع (10.4/كم2).
وتوزع التركيب العرقي للبلدة بنسبة 98.17% من البيض و 0.35% من الأمريكيين الأصليين و 0.49% من الأمريكيين ذوي الأصول الآسيوية و 0.28% من الأمريكيين الأفارقة و 0.56% من عرقين مختلطين أو أكثر.
بلغ عدد الأسر 564 أسرة كانت نسبة 35.5% منها لديها أطفال تحت سن الثامنة عشر تعيش معهم، وبلغت نسبة الأزواج القاطنين مع بعضهم البعض 59.9% من أصل المجموع الكلي للأسر، ونسبة 8.7% من الأسر كان لديها معيلات من الإناث دون وجود شريك، وكانت نسبة 26.8% من غير العائلات. تألفت نسبة 18.8% من أصل جميع الأسر من أفراد ونسبة 5.5% كانوا يعيش معهم شخص وحيد يبلغ من العمر 65 عاماً فما فوق. وبلغ متوسط حجم الأسرة المعيشية 2.86، أما متوسط حجم العائلات فبلغ 2.52.
بلغ العمر الوسطي للسكان 40 عاماً. وكانت نسبة 24.2% من القاطنين تحت سن الثامنة عشر، وكانت نسبة 5.4% بين الثامنة عشر والأربعة وعشرون عاماً، ونسبة 33.3% كانت واقعةً في الفئة العمرية ما بين الخامسة والعشرون حتى والأربعة وأربعون عاماً، ونسبة 27.4% كانت ما بين الخامسة والأربعون حتى الرابعة والستون، ونسبة 9.6% كانت ضمن فئة الخامسة والستون عاماً فما فوق. يوجد لكل 100 أنثى 105.8 ذكر، ويوجد لكل 100 أنثى في الثامنة عشر من عمرها فما فوق 102.6 ذكر.
بلغ متوسط دخل الأسرة في البلدة 47,917 دولار، أما متوسط دخل العائلة فبلغ 52,917 دولار. وكان متوسط دخل الذكور 35,052 دولار مقابل 29,028 دولار للإناث. وسجل دخل الفرد الخاص بالبلدة 22,975 دولار. وكانت نسبة 3.4% من العائلات ونسبة 5.2% من السكان تحت خط الفقر، وكان من هؤلاء نسبة 5.4% تحت سن الثامنة عشر ونسبة 9.1% في الخامسة والستين من العمر وما فوق.

### تعداد عام 2010
بلغ عدد سكان ديدهام 1,681 نسمة بحسب تعداد عام 2010، وبلغ عدد الأسر 702 أسرة وعدد العائلات 491 عائلة مقيمة في البلدة. في حين سجلت الكثافة السكانية 42.7 نسمة لكل ميل مربع (16.5/كم2). وبلغ عدد الوحدات السكنية 1,254 وحدة بمتوسط كثافة قدره 31.9 لكل ميل مربع (12.3/كم2).
وتوزع التركيب العرقي للبلدة بنسبة 97.6% من البيض و 0.5% من الأمريكيين الأصليين و 0.6% من الأمريكيين ذوي الأصول الآسيوية و 0.4% من الأمريكيين الأفارقة و 0.8% من عرقين مختلطين أو أكثر.
بلغ عدد الأسر 702 أسرة كانت نسبة 26.6% منها لديها أطفال تحت سن الثامنة عشر تعيش معهم، وبلغت نسبة الأزواج القاطنين مع بعضهم البعض 58.1% من أصل المجموع الكلي للأسر، ونسبة 7.8% من الأسر كان لديها معيلات من الإناث دون وجود شريك، بينما كانت نسبة 4.0% من الأسر لديها معيلون من الذكور دون وجود شريكة وكانت نسبة 30.1% من غير العائلات. تألفت نسبة 21.2% من أصل جميع الأسر من أفراد ونسبة 5.9% كانوا يعيش معهم شخص وحيد يبلغ من العمر 65 عاماً فما فوق. وبلغ متوسط حجم الأسرة المعيشية 2.76، أما متوسط حجم العائلات فبلغ 2.39.
بلغ العمر الوسطي للسكان 46.2 عاماً. وكانت نسبة 19.3% من القاطنين تحت سن الثامنة عشر، وكانت نسبة 5.5% بين الثامنة عشر والأربعة وعشرون عاماً، ونسبة 23.1% كانت واقعةً في الفئة العمرية ما بين الخامسة والعشرون حتى والأربعة وأربعون عاماً، ونسبة 40.3% كانت ما بين الخامسة والأربعون حتى الرابعة والستون، ونسبة 11.8% كانت ضمن فئة الخامسة والستون عاماً فما فوق. وتوزع التركيب الجنسي للسكان بنسبة 51.5% ذكور و48.5% إناث.